# 逸見重雄
逸見 重雄（へんみ しげお、1899年7月2日 - 1977年10月16日）は、日本の社会運動家、経済学者。法政大学名誉教授。
戦前の非合法政党時代最末期の日本共産党（第二次共産党）中央委員であったが、獄中で転向した。戦後は中央労働学園大学、法政大学にて教鞭を執った。

## 略歴
- 北海道出身。

### 戦前
- 1923年4月：東京帝国大学経済学部に入学。
- 1925年4月：2年次修了後京都帝国大学経済学部へ転学。
  - 岩田義道と社会科学研究会を結成。
- 1926年1月27日：治安維持法違反などの容疑で岩田らと共に検挙され（京都学連事件）、中退。
- 1933年5月3日：日本共産党中央委員、党中央財政部長（野呂栄太郎委員長の秘書的役割にも携わる）。
- 同年10月：日本共産党組織部長（財政部長の後任は小畑達夫）。
- 同年12月23日：日本共産党スパイ査問事件。
- 1934年2月27日：検挙される。
  - 同年6月頃に獄中で転向[2]、その後保釈。太平洋協会などで仏領インドシナの研究に従事。
- 1943年：再び収監される。
- 1945年2月：病気が悪化したため刑執行が停止され出獄。

### 戦後
- 中央労働学園大学教授に就任。
- 1951年：中央労働学園大学の法政大学への吸収合併（法政大学社会学部への改組）に伴い、同教授に就任。
  - のち社会学部長、名誉教授。
- 1977年10月16日：死去。

## 著作
- 『佛領印度支那研究』日本評論社、1941年
- 『佛印の經濟資源』（南方經濟資源總攬・第4巻）日本經國社、1943年
- 『帝国主義と民族民主革命 - ベトナム問題を中心として』法政大学出版局、1965年
- 『道標』逸見先生を囲む会（編）、1969年
- 逸見重雄「河上肇と学連事件」『東京河上会会報』第38号， 1975年5月
- 『逸見重雄追悼集』非売品，1978年